# 이샤 코피카르
이샤 코피카르(Eesha Koppikhar, 1976년 10월 19일 ~ )는 인도의 배우이다.

## 출연 작품
- 달링 (2007)
- 사랑의 인사 (2007)
- 36 차이나 타운 (2006)
- 돈 (2006)
- 하우 쿨 아 위 (2005)
- 라훌 (2001)
- 피자 (2000)